# Alberto Reffi
Alberto Reffi war ein Politiker aus San Marino, der unter anderem 1953 Capitano Reggente war.

## Leben
Alberto Reffi wurde bei den Parlamentswahlen vom 5. September 1943, den ersten nach dem Ende des Faschismus in San Marino, erstmals Mitglied des Großen und Allgemeinen Rates (Consiglio Grande e Generale) und gehörte diesem in der 11., 12., 13., 14. und der 15. Legislaturperiode bis zum 13. September 1959 an, wobei er seit dem 11. März 1945 das Freiheitskomitee CdL (Comitato della Libertà) sowie seit dem 16. September 1951 die Sozialistische Partei PSS (Partito Socialista Sammarinese) vertrat. 
Er war des weiteren vom 24. März 1945 bis zum 17. März 1949 Mitglied im sechsten Kabinett sowie zwischen dem 17. März 1949 und dem 30. Juni 1951 Mitglied im siebten Kabinett. Dem neunten Kabinett gehörte er vom 25. September 1951 bis zum 16. September 1955 als Minister ohne Geschäftsbereich (Deputato senza portafoglio) an und war während dieser Zeit gemeinsam mit Vincenzo Pedini vom 1. April bis zum 1. Oktober 1953 Capitano Reggente und damit einer der beiden kollegial amtierenden gleichberechtigten Staatsoberhäupter von San Marino. Im zehnten Kabinett bekleidete er schließlich als Nachfolger von Alvaro Casali zwischen dem 4. Februar und dem 23. Oktober 1957 noch das Amt des Minister für für öffentliche Bildung, Sport und Veranstaltungen (Deputato per la Pubblica Istruzione, lo Sport e lo Spettacolo).

## Hintergrundliteratur
- Friedrich Kochwasser: San Marino. Die älteste und kleinste Republik der Welt, Erdmann, Herrenalb im Schwarzwald 1961
- Fabio Foresti: Quella nostra sancta libertà. Lingue, storia e società nella Repubblica di San Marino, Biblioteca e ricerca, Quaderni della Segretaria di Stato per la Pubblica Istruzione, Affari Sociali, Istituti Culturali e Giustizia 6. Aiep, San Marino 1998, ISBN 88-86051-66-2
- Domenico Gasperoni: I Governi di San Marino. Storia e personaggi, AIEP Editore, Serravalle 2015, ISBN 978-88-6086-118-4
- Verter Casali: Gino Giacomini. Una vita intensa, 2 Bände, Fondazione XXV Marzo, 2016/2017, ISBN 978-88-9090-831-6 (Band 1), ISBN 978-88-9090-830-9 (Band 2)